# IC 3146
IC 3146 је спирална галаксија у сазвјежђу Береникина коса која се налази на листи објеката дубоког неба у Индекс каталогу.
Деклинација објекта је + 25° 42' 53" а ректасцензија 12h 19m 12,4s. Привидна величина (магнитуда) објекта IC 3146 износи 15,3 а фотографска магнитуда 16,1. IC 3146 је још познат и под ознакама KUG 1216+259, PGC 89579.